# 奧博隆尼亞 (多利納區)
48°56′53″N 24°1′34″E / 48.94806°N 24.02611°E
奧博隆尼亞（烏克蘭語：Оболоння），是烏克蘭西部的村莊，隸屬伊萬諾-弗蘭科夫斯克州的卡盧什區。該村始建於1520年，面積21.4平方公里，2001年人口2,544，人口密度每平方公里118.7人。